# Karim Khan-e Zand

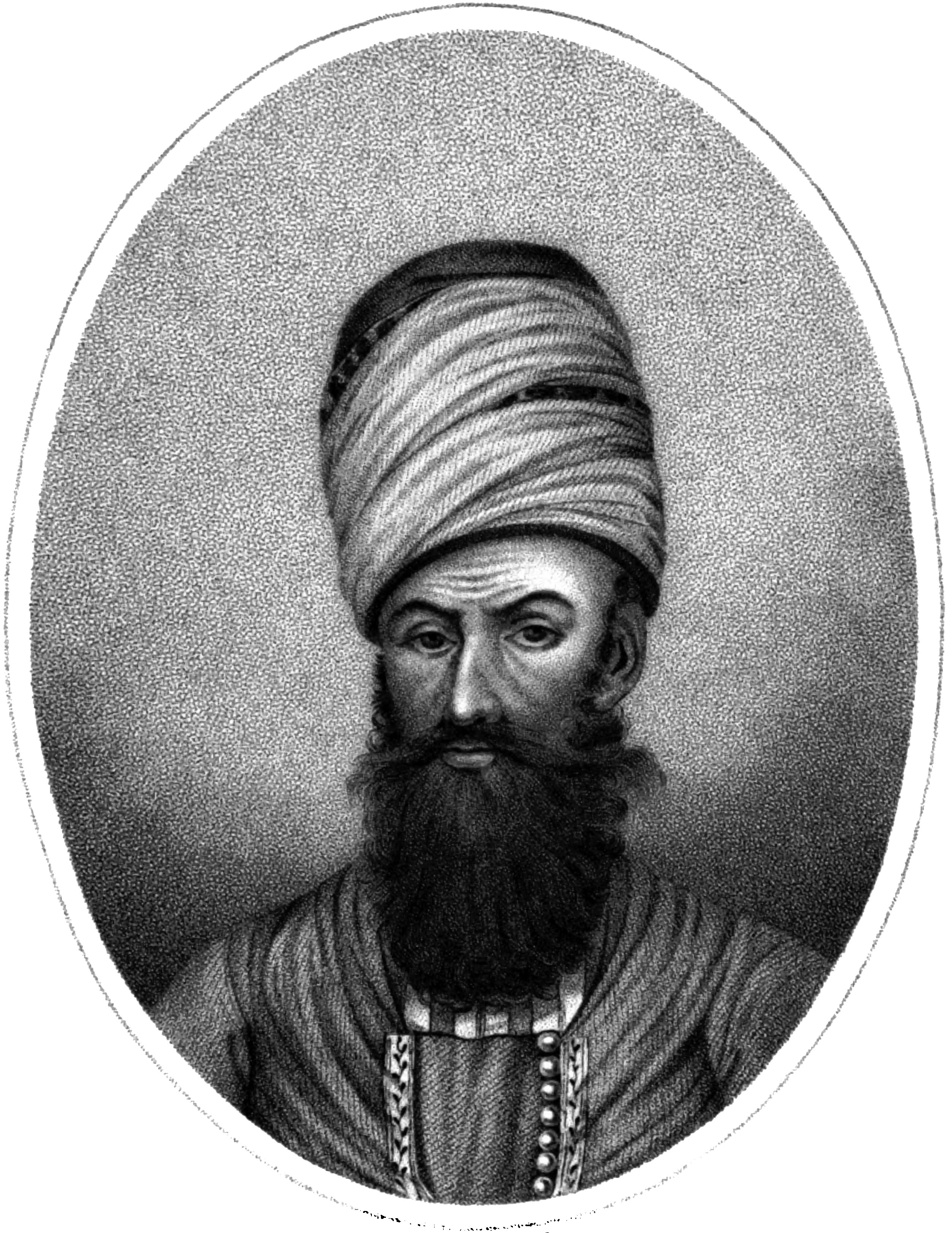
Karim Chān-e Zand

Karim Khan-e Zand (persisch کریم خان زند Karim Chān-e Zand, DMG Karīm Ḫān-e Zand, ehemals Muhammad Karim Beg oder Tuschmal Karim; * um 1705; † 2. März 1779 in Schiras), kurz Karim Khan, auch Karim Chan, war ein iranischer Stammesführer, General unter Nadir Schah, später selbst Herrscher von Persien (1748–1779) und Gründer der kurzlebigen Dynastie der Zand-Fürsten.

## Leben
Karim Khan wurde um 1705 geboren. Er gehörte zum Stamm der Zand, die den Lak angehörten, die wiederum den Nördlichen Luren angehörten. Nach der Ermordung Nadir Schahs 1747 brach in Persien ein Bürgerkrieg aus. Karim Khan(e-Zand) zog mit seinem Stamm, der in Chorasan im Exil lebte, wieder zurück in seine Heimat bei Malayer in Westiran. Er beschloss mit anderen Stammesführern wie Abdulfath und Ali Mardan Khan von den Bachtiaren, das Land in drei Verwaltungsgebiete aufzuteilen und den siebzehnjährigen Ismail III. 1750 als Schah in Isfahan einzusetzen.
Später allerdings misstraute Karim Khan Ali Mardan Khan und ernannte sich zum alleinigen Patron und Stellvertreter (Wakil) des jungen Herrschers. Ali Mardan Khan lehnte sich gegen Karim Khan auf, wurde aber später ermordet. Karim Khan indes schaffte es andere Thronanwärter abzuwehren. So herrschte Karim Khan de facto über fast ganz Persien, außer Chorasan, wo der Enkel Nadir Schahs – Schah Ruch – herrschte. Als Herrscher von Persien legte sich Karim Khan nicht den Titel eines Schahs zu, sondern den eines „Wakil ar-Ra‘aya“ (arabisch وكيل الرعايا, DMG wakīl ar-ra‘āyā ‚Bevollmächtigter/Verteidiger der Untertanen‘).
Während seiner Herrschaft schuf er trotz einiger lokaler Aufstände Frieden im Land. Daneben stellte er Beziehungen zu Großbritannien her und erlaubte der Ostindien-Kompanie, einen Handelsstützpunkt in Südiran zu errichten. Karim Khan machte Schiras zu seiner Hauptstadt, die er ausbauen ließ. An seinem Hof schätzte er musikalische Darbietungen und umgab sich mit jungen Musikerinnen. Außenpolitisch nutzte er die Schwäche des Osmanischen Reiches, um 1776 die Hafenstadt Basra zu erobern. Seine letzten Jahren waren von familiären Tragödien und Krankheiten geprägt. Er starb am 2. März 1779. Sein Leichnam wurde später durch die feindliche Nachfolgedynastie der Kadscharen erst nach Teheran und dann nach Nadschaf überführt.
Da Karim Khan keine Nachfolgeregelung getroffen hatte, brach nach seinem Tod 1779 zwischen seinen Brüdern und Verwandten ein blutiger Krieg aus, so dass schon nach kurzer Zeit seine Dynastie endete.